# Vissi d’arte
Vissi d’arte ist eine Sopran-Arie aus dem 2. Akt der Oper Tosca von Giacomo Puccini. Mario Cavaradossi, der Geliebte von Floria Tosca, wurde auf Befehl des Baron Scarpia gefangen genommen, weil er verdächtigt wird, einen entflohenen Republikaner zu verstecken. Er lässt den Gefangenen foltern und befiehlt seine Hinrichtung. Als Gegenleistung für Cavaradossis Leben verlangt Scarpia, dass Tosca sich ihm hingibt. Der 2. Akt ist geprägt durch Rangelei und die Dialoge zwischen Scarpia und Tosca. Für die Arie Vissi d’arte („Ich lebte für die Kunst“) tritt das hektische Bühnengeschehen in den Hintergrund, und Tosca singt einen innigen Monolog, in dem sie Gott fragt, warum sie so gestraft wird. Der Akt endet mit der Ermordung von Scarpia durch Tosca.

## Text
| Italienisch | Übersetzung |
| --- | --- |
| Vissi d’arte, vissi d’amore, non feci mai male ad anima viva! Con man furtiva quante miserie conobbi, aiutai. Sempre con fé sincera, la mia preghiera ai santi tabernacoli salì. Sempre con fé sincera diedi fiori agli altar. Nell’ora del dolore perché, perché, Signore, perché me ne rimuneri così? Diedi gioielli della Madonna al manto, e diedi il canto agli astri, al ciel, che ne ridean più belli. Nell’ora del dolore, perché, perché, Signore, ah, perché me ne rimuneri così? | Ich lebte für die Kunst, lebte für die Liebe, tat keiner lebenden Seele etwas zuleide! Mit diskreter Hand half ich, wo immer ich Elend sah. Stets mit aufrichtigem Glauben stieg mein Gebet auf zu den heiligen Tabernakeln. Stets mit aufrichtigem Glauben schmückte ich die Altäre mit Blumen. In dieser Schmerzensstunde warum, warum, o Herr, warum dankst du mir das so? Ich spendete Juwelen für den Mantel der Madonna, brachte Gesang den Sternen und dem Himmel dar, wodurch diese noch schöner strahlten. In dieser Schmerzensstunde, warum, warum, o Herr, warum dankst du mir das so? |